# ベータ波

ベータ波

ベータ波（ベータは、英: Beta wave）または、ベータ律動（ベータりつどう）は、脳活動の周波数帯を表す言葉で、12 Hz (毎秒 12 サイクル) 以上のものを指す。ベータ状態は通常の覚醒時の意識と関連付けられている。
低振幅で複数の変化する周波数のベータ波は能動的で活発な思考や集中と関連付けられている。主要な周波数帯とともに現れる律動的なベータ波は様々な病理や薬物効果と関連付けられている。
また、ベータ波はさらに、高ベータ波 (19Hz+)、ベータ波 (15-18Hz)、低ベータ波 (12-15Hz) の3種類に分けられる。
ベータ波という名称は、ヒトの脳波を初めて記録したハンス・ベルガーが命名した。